# Roseville (Minnesota)
Roseville – miasto w Stanach Zjednoczonych, w stanie Minnesota, w hrabstwie Ramsey.
W mieście znajduje się siedziba główna producenta gier – firmy Fantasy Flight Games.

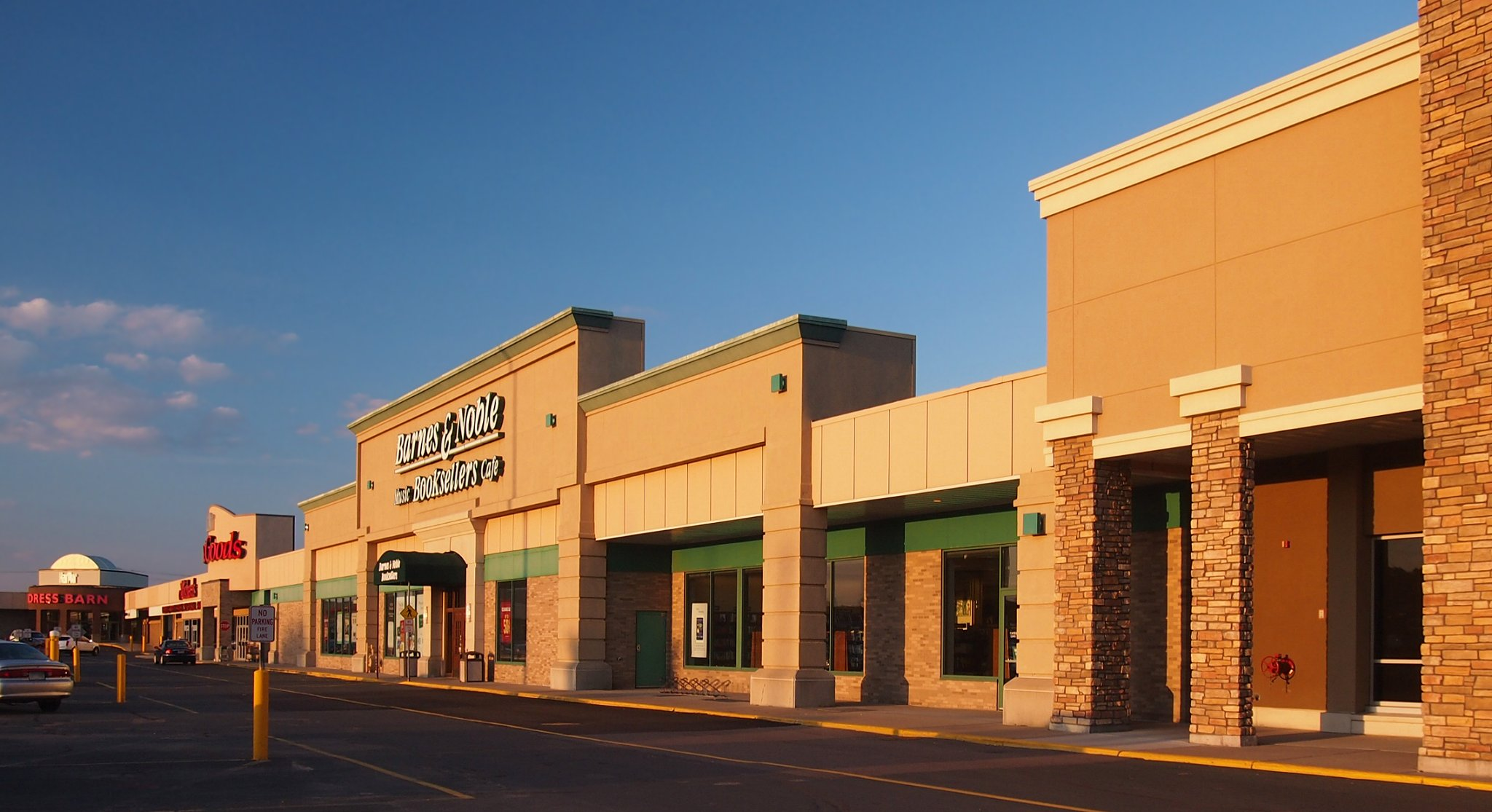
Centrum handlowe